# Жалко-Титаренко, Валентин Порфирьевич
Валентин Порфирьевич Жалко-Титаренко (род. 5 января 1929, Киев) — советский учёный-микробиолог, доктор медицинских наук (1989).

## Биография
Родился в 1929 году в Киеве, сын художника П. Д. Жалко-Титаренко.
В 1952 году закончил Киевский медицинский институт.
С 1957-го по 2003 год работал в Институте эпидемиологии и инфекционных заболеваний Академии наук Украинской ССР: заведующий лаборатории микробиологии (1957—1982), старший научный сотрудник (1982—2003).

## Научная деятельность
Автор работ области микробиологии. Научная сфера — теоретические основы моделирования инфекционных и эпидемиологических процессов; доказал, что заражение и развитие инфекционного процесса обеспечивают не суспендированные микробы, а патогенетически обусловленные скопления возбудителей, которые назвал инфектонами.
Некоторые публикации:
- Конструкция камеры переменного объёма для изучения бактериальных и вирусных аэрозолей // Журнал микробиологии, № 3, 1961
- Механизм прикрепления шигелл к слизистой оболочке кишечника // Журнал микробиологии, № 8, 1981 (в соавторстве)
- Роль паразито-хозяинных отношений в формировании лекарственной устойчивости // Первый Всесоюзный съезд паразитоценологов: тезисы докладов (Полтава, сентябрь 1978 г.). — Киев: Наукова думка, 1978. — 196 с. — стр. 126—127
- Роль агрегирования микробных клеток в развитии сальмонеллёза мышей / в соавторстве // Журнал микробиологии, эпидемиологии и иммунологии, № 9, 1988. стр. 28-33
- Адгезия патогенной микрофлоры на кремнийорганических сорбентах / в соавторстве // Врачебное дело, № 8, 1993. — стр. 30-33